# 杜博韋茨 (日托米爾區)
杜博韋茨（烏克蘭語：Дубовець）是烏克蘭的村落，位於該國北部日托米爾州，由日托米爾區負責管轄，面積0.12平方公里，海拔高度228米，2001年人口429，人口密度每平方公里3,487.8人。